# Neobala guaporensis
Neobala guaporensis är en insektsart som beskrevs av Paul W. Oman 1938. Neobala guaporensis ingår i släktet Neobala och familjen dvärgstritar. Inga underarter finns listade i Catalogue of Life.